# Conus curralensis
Conus curralensis é uma espécie de gastrópode do gênero Conus, pertencente à família Conidae.